# Аточа (стадион)
Муниципальный стадион «Аточа» (баск. Atotxako futbol zelaia, исп. Estadio Municipal de Atocha) — ныне снесённый футбольный стадион в Сан-Себастьяне (Испания, Страна Басков), второй в его истории домашний стадион клуба «Реал Сосьедад», используемый им в течение почти 80-ти лет. До этого клуб принимал гостей на стадионе «Ондаррета», располагавшегося в районе Сан-Себастьяна Эль-Антигуо, следующим же домашним стадионом «Реала Сосьедада» стала нынешняя «Аноэта».

## История
Стадион был открыт в 1913 году матчем местной футбольной команды против «Атлетика» из Бильбао. Вместимость «Аточи» составляла около 27 000 человек. Стадион перестал использоваться в 1993 году и был снесён несколько лет спустя, на его месте было решено строить государственное жильё.
Последний гол в официальном матче на стадионе «Аточа» забил полузащитник «Реала Сосьедада» Осеану да Круш 13 июня 1993 года, но спустя 9 дней, 22 июня, был сыгран прощальный матч для стадиона, в котором «Реал Сосьедад» принимал сборную Страны Басков.